# Mariano Hoyas
Mariano Hoyas de la Cruz (Plasencia, España, 19 de septiembre de 1970) es un exfutbolista español que se desempeñaba como defensa. Es hermano mellizo del también futbolista Manolo Hoyas De la Cruz.

## Clubes
| Club                         | País                | Año                 | Partidos | Goles |
| ---------------------------- | ------------------- | ------------------- | -------- | ----- |
| Plasencia                    | España              | 1988-1989           | 34       | 0     |
| R. C. Deportivo de La Coruña | España              | 1991-1992           | 27       | 0     |
| Fabril                       | España              | 1991-1992           | 1        | 0     |
| R. C. Deportivo de La Coruña | España              | 1992-1993           | 20       | 0     |
| R. C. Deportivo de La Coruña | España              | 1993-1994           | 12       | 0     |
| R. C. Celta de Vigo          | España              | 1994-1995           | 40       | 1     |
| R. C. Celta de Vigo          | España              | 1995-1996           | 27       | 0     |
| C. P. Mérida                 | España              | 1996-1997           | 36       | 0     |
| C. P. Mérida                 | España              | 1997-1998           | 30       | 0     |
| C. P. Mérida                 | España              | 1998-1999           | 39       | 0     |
| C. P. Mérida                 | España              | 1999-2000           | 26       | 0     |
| R. C. Recreativo Huelva      | España              | 2000-2001           | 3        | 0     |
| R. C. Recreativo Huelva      | España              | 2001-2002           | 3        | 0     |
| F. C. Cartagena              | España              | 2002-2003           | 34       | 0     |
| Total en su carrera          | Total en su carrera | Total en su carrera | 332      | 1     |